# Eurysthaea leveriana
Eurysthaea leveriana är en tvåvingeart som beskrevs av Baranov 1934. Eurysthaea leveriana ingår i släktet Eurysthaea och familjen parasitflugor. Inga underarter finns listade i Catalogue of Life.